# 米罗斯拉夫·佩尔科维奇
米罗斯拉夫·佩尔科维奇（羅馬化：Miroslav Perković，2001年3月15日—），黑山男子水球运动员。他曾代表黑山国家队参加2020年夏季奥林匹克运动会水球比赛，获得第八名。